# Maven Huffman
Maven Klate Huffman (26 de noviembre de 1976) es un luchador profesional estadounidense, más conocido por sus apariciones en la World Wrestling Entertainment (WWE) bajo el nombre de Maven. En 2008 se convirtió en un invitado experto en el Home Shopping Network.

## Primeros años
Es hijo de un padre afroamericano y madre argentina. Después de que muriera su madre, fue adoptado por el hermano de su madre y su esposa. Maven se graduó de la Eastern Mennonite University de Harrisonburg, Virginia en 1998. Antes de convertirse en un luchador profesional, Maven era una maestro de secundaria, enseñanba al 6 grado, en la escuela Twality Middle en Tigard, Oregón.
La tía de Maven, a quien llamó mamá, murió el 12 de febrero de 2004, tras una larga batalla contra el cáncer.

## Carrera

### World Wrestling Federation / Entertainment (2001-2005)

Maven en 2003.

Maven ganó un contrato de un año con la empresa después de ganar la primera serie de Tough Enough, un reality show para encontrar nuevas estrellas de la WWE, en 2001. Poco después, Maven recibirían formación en Heartland Wrestling Association.
Maven eliminó a The Undertaker del Royal Rumble 2002 con una dropkicking (patada voladora) por detrás, Undertaker respondió a su vez regresando al ring y arrastrando a Maven fuera (bajo las cuerdas) y lo golpeo salvajemente, dejando Maven sin poder continuar. Los dos luchadores iniciaron una disputa por el título Hardcore, el cual Maven ganó ante Undertaker gracias a la interferencia de The Rock. En WrestleMania X8, Maven perdió el Campeonato Hardcore siendo arrebatado por Spike Dudley durante la lucha de Maven contra Goldust, pero ganó el título de nuevo la misma noche venciendo a Christian, gracias a la regla 24 / 7 de la defensa del título. En 2003 Maven entró en el Royal Rumble por segunda vez. Intento eliminar a Undertaker utilizando la patada voladora por segunda vez pero no pudo y fue eliminado nuevamente por Undertaker. Posteriormente en ese año, Maven continuó luchando en WWE Sunday Night HEAT y haciendo apariciones en RAW al azar. Sin embargo, en marzo a Maven se le dio una lucha por el título mundial contra el entonces campeón Triple H, en Heat, pero perdió.
En 2004, Maven experimentó el mayor impulso en su carrera, logrando incluso una victoria sobre Batista, el entonces miembro de Evolution. Luego participó en la tradicional lucha de eliminación en Survivor Series 2004, haciendo equipo con Randy Orton, Chris Benoit y Chris Jericho frente a Triple H, Batista, Gene Snitsky, y Edge por el poder de controlar Raw por un mes. Maven fue atacado entre bastidores por Snitsky antes de la lucha, pero después que Benoit fue eliminado, Maven llegó a reunirse con sus compañeros de equipo. Finalmente resultó eliminado por Triple H. Orton fue el único sobreviviente, y como resultado, él y su equipo tenían el control de RAW durante un mes.
Maven fue el primero en el control de Raw, reservándose a sí mismo una lucha por el Campeonato Mundial Peso Pesado frente a Triple H, quien trató de esquivar el combate, ofreciendo a Maven un lugar en Evolution. Se negó, pero a pesar de la interferencia de Jericho, Benoit, y Orton, Triple H retuvo el título debido a la favorable interferencia de Snitsky y Ric Flair. Maven se convirtió en villano dos semanas más tarde mediante el retorno de Eugene, agrediéndolo como venganza por su eliminación en un Battle Royal en Raw.
Maven luego tuvo un feudo con el entonces Campeón Intercontinental, Shelton Benjamin, que culminó en New Year's Revolution 2005 en una lucha individual por el campeonato. Antes del inicio del combate, Maven dio una entrevista de trabajo fuera del ring, la voladura de la multitud de Puerto Rico. Benjamin rápidamente lo derrotó en cuestión de segundos, con un roll-up. Maven luego se corta una promo de Benjamín, diciendo que "no contaba", y retó a Shelton para un nuevo enfrentamiento. Fue aceptado, regresó al ring, y luego fue golpeado en cuestión de segundos, perdiendo una vez más, mediante la firma de Shelton, el T-Bone suplex.
Durante este tiempo, entró en una alianza no oficial con Simon Dean, actuando como un usuario exitoso del "Simon System" (Sistema Simon) una línea de productos nutricionales. El equipo se dividió cuando Dean fue traspasado a SmackDown!, tuvo su última lucha de RAW perdiendo en contra de Víscera el 13 de junio  y su última lucha dentro de la empresa fue en un 6-Man tag team match en un show de Heat donde él junto a The Heart Throbs perdieron en contra de Val Venis  y Rosey & The Hurricane. Maven fue posteriormente puesto en libertad por la WWE el 5 de julio de 2005.

### Reality de televisión y circuito independiente (2005-presente)
Pocos meses después de su salida de WWE, se anunció por VH1 que Maven sería un participante en la sexta temporada de The Surreal Life. En el primer episodio, que fue recogido por compañeros de reparto existentes como miembro del elenco de la séptima y última temporada en un "15 Minutos Más de Fama de Reality con un Desfile de poca ropa", superando a otros cuatro que desfilaban, entre ellos el exconcursante de American Idol, Corey Clark. Posteriormente, Maven era un anfitrión de un show en BET J. Él continúa trabajando en un circuito independiente, después de casi retirarse, para Hermie Sadler en la United Wrestling Federation. También aparece en el programa de la cadena Home Shopping Network de lunes a viernes por la mañana en HSN Today, como experto en ejercicio y bienestar. También aparece como promotor deportivo en HSN.

## En lucha
- Movimientos finales
  - Diving high knee - 2001-2003
  - Halo DDT[3][1] (Diving DDT con la cuerda superior) - 2003-2004; used as a signature move from 2004-2005
  - M–Plosion (Double knee backbreaker) - 2005[1]
  - Reverse russian legsweep - 2004-2005[3]
  - Running leg drop - 2003-2004
  - Side slam - 2001-2003
  - Slingshot side kick - 2004-2005
  - Springboard corkscrew back elbow smash - 2003-2004
  - Springboard headbutt - 2005
- Movimientos de firma
  - Arm drag, lo sabe hacer varias veces en sucesión.
  - Body slam
  - Diving crossbody[3]
  - Diving moonsault
  - Jumping bulldog, a veces desde la segunda o tercera cuerda.
  - Lariat
  - Running front dropkick,[3] lo hace a veces varias veces en sucesión o desde la tercera cuerda.[2][3]

- Managers
  - Al Snow
  - Nidia
  - Simon Dean[2]

## Campeonatos y logros
- Pro Wrestling Illustrated
  - PWI Rookie of the Year (2002)
  - PWI puesto N ° 88 de los 500 mejores luchadores individuales de los "PWI Years" en 2003[15]
- World Wrestling Federation
  - WWF Hardcore Championship (3 veces)[16]
  - WWF Tough Enough I con Nidia[2]